# 납 냉각 고속원자로
납냉각 고속로(LFR)는 냉각재로 액체 납(Pb) 또는 납-비스무스(Pb-Bi) 합금을 사용하고 고속중성자에 의한 핵분열 반응으로 발생한 열에너지를 이용하는 원자로다. LFR은 구소련에서 잠수함 동력원으로 개발되어 약 80 원자로·년(1967~1983) 운용 경험이 있다.
LFR은 2001년 제4세대 원자력시스템 국제포럼(Generation IV International Forum)에서 선정한 6개 미래원자로 노형 중의 하나로 현재 600MWe급(ELFR, EU), 300MWe급(BREST-300, 러시아) 그리고 10-100MWe급(SStar, 미국)이 개발되고 있으며 중소규모 전력생산 외에 다목적 에너지원으로 활용될 것으로 전망된다. 이외에도 AS-200(미국), SEALER(스웨덴), CLEAR-1(중국), URANUS(한국) 등의 개념이 개발되고 있다.

## 핵연료 및 핵연료집합체
ELFR은 산화물연료(MOX, UO2+PUO2)를, BREST 원자로는 질화물연료(U-Pu-N)를 사용하는 것으로 개발되고 있다. 산화물연료는 낮은 열전도도로 인하여 상대적으로 고온에서 운전되고, 핵분열로 발생된 축적에너지(stored energy)가 커서 사고 시에 핵연료 용융을 가속시키는 경향이 있다. 질화물 연료의 시험과 자격화(qualification)를 위한 집합체 수준의 연소시험이 러시아의 BN-600원자로에서 진행 중이다. 핵연료 피복관으로 실리콘 합금 FMS, 15Cr-15Ni 티타늄 강화철, 부식 저항성 재료 코팅 피복관 등이 개발 중에 있다. 납냉각 환경에서는 핵연료 피복관 부식방지가 중요한 기술현안이다.
핵연료집합체는 육각형 혹은 정사각형 형상을 가지며, 소듐냉각 고속로(SFR)와 같이 핵연료봉 결집체를 덕트(duct)로 감싸거나 덕트 없이 타이 로드와 그리드로 핵연료봉을 구속하는 방법이 있다. 핵연료봉 간의 간격을 유지하기 위하여 와이어를 핵연료봉 주위로 감아주거나, 경수로와 같은 격자 그리드를 채택하고 있다.

## 반응도 제어 및 원자로 정지
핵연료의 연소 또는 출력 변화에 따른 반응도 조절은 제어봉의 삽입과 인출로 이루어진다. 제어봉은 B4C 또는 중성자를 잘 흡수하는 물질로 장전되어 있으며, 집합체의 형태로 운용된다. 경수로와 달리, 납냉각 환경에서는 제어봉의 밀도는 납의 20% 정도에 불과하여 납 냉각재의 부력에 의해 뜨게 되므로 제어봉 삽입 시에 중력에 의한 자유낙하가 안 되므로 기계적인 힘을 이용하여 강제로 노심에 삽입/인출한다. 제어봉은 경수로처럼 핵연료집합체 내 정해진 핵연료봉 위치에 분산되어 삽입되지 않고, 별도의 위치에 제어봉집합체 형태로 노심에 삽입된다. 제어봉집합체의 안내관은 핵연료집합체 크기와 거의 같으며, 제어봉집합체가 안내관 벽과 일정한 유격을 갖고 왕래한다. 제어봉 구동라인은 제어봉집합체가 납 냉각재의 높은 부력을 극복하고 휘지 않도록 정확히 안내관과 정렬시켜야 한다.

## 원자로계통(핵증기공급계통)
원자로 계통은 pool형 및 loop형으로 구분하며, pool형은 증기발생기와 냉각재펌프를 원자로용기 내부에 배치하며, loop형은 증기발생기와 냉각재펌프를 원자로용기 외부에 설치한다. ELFR, SSTAR, BREST-300은 pool형이며, BREST-OD-300은 loop이다. LFR 개념은 납은 소듐(Na)과는 달리 물과 격렬한 화학반응을 하지 않으므로 SFR과 달리 중간열전달계통이 없다. ELFR은 원자로용기 내 협소한 공간으로 인해 증기발생기와 일차계통 순환펌프의 일체화를 시도하고 있다. 이 형태는 증기발생기 전열관 파손사고 시 증기가 원자로용기 압력을 증가시키거나, 양의 노심반응도를 유발할 가능성이 있으므로 방지 설계가 필요하다. BREST-OD-300은 기계식 펌프와 Helical형 증기발생기를 별도로 설치하며, 원자로용기는 여러 겹의 금속층 및 콘크리트로 구성된 독특한 개념으로 콘크리트 용기는 직경이 26m, 높이가 17.5m에 달한다. 콘크리트 내부에 원자로 풀, 펌프, 증기발생기를 위치시키고 채널형태로 연결시킨다.

## 동력변환계통(Power Conversion System)
동력변환계통은 열에너지를 전기에너지로 변환하는 계통이다. 노심에서 생성된 열은 일차열전달계통을 거쳐 증기발생기에서 증기를 생산하여 터빈과 발전기를 구동시킨다. 동력변환계통은 주증기계통, 터빈계통, 복수계통, 급수계통, 순환수계통 등으로 구성된다. LFR은 운전온도가 약 480~570°C로 높아 동력변환효율(열효율)이 42~44% 정도로 높다. 과열증기 사이클(super heated steam cycle) 또는 초임계압 CO2 브레이톤 사이클을 이용하며, 180기압(과열증기 사이클)의 고압 또는 20기압(브레이톤 사이클)에서 운전된다.

## 잔열제거계통(Decay Heat Removal System)
잔열제거계통은 원자로의 안전을 보장하는 핵심계통 중 하나로, LFR에서는 액체 납의 높은 자연대류 특성을 이용하여 공기 혹은 물을 최종 열침원(heat sink)으로 이용한다. 잔열제거계통은 냉각하는 위치와 방법에 따라
- 원자로용기 내부에 설치된 잔열제거계통(공기 냉각)을 이용한 원자로풀 직접냉각방식
- 원자로용기 외벽에 공기를 순환시켜 냉각하는 원자로용기 외벽냉각방식
- 일체형 증기발생기 내부로 비상급수를 순환시켜 원자로 풀을 냉각하는 방식 등이 있다.

## 핵연료취급계통
납에는 불순물로 Bi-209가 포함되어 있으며 또한 Pb-209의 베타 방사붕괴로 원자로용기 cover가스 영역에 Bi-209가 생성된다. Bi-209의 중성자 포획반응으로 생성되는 Bi-210은 베타 붕괴를 거쳐 Po-210을 생성한다. 이 핵종은 알파 입자를 방출하여 방사성 독성이 매우 강하고 휘발성이 높으며, 납이 대기 중에 노출되면 공기 중의 산소와 반응하여 산화한다. 따라서 러시아의 BREST 원자로 경우, 핵연료 교체 등의 취급은 SFR과 동일하게 원자로용기 덮개(reactor head)를 덮은 상태에서 원격으로 이루어진다. 원자로 덮개에는 회전하는 원형테이블이 고정 팔 또는 가변 팔과 연결되어 있으며 노심의 핵연료집합체 위치로 회전테이블로 이동하여 고정 팔 또는 가변 팔과 연결된 집게장치를 이용하여 핵연료집합체를 교환한다.
납은 불투명하여 납 냉각재에 잠겨 있는 핵연료 집합체를 교환하는 것은 고도의 취급 장비 관련 기술이 필요하며, 원자로 내부의 모든 구조물의 밀도가 납보다는 작으므로 핵연료 집합체, 제어봉 등에 작용하는 부력을 고려하여야 한다.

## 참고 문헌
1. A Technology Roadmap for Generation IV Nuclear Reactor Systems, December 2002, Gen IV International Forum
2. Technology Roadmap Update for Generation IV Nuclear Reactor Systems, January 2014, Gen IV International Forum
3. Annual Report 2016, Gen IV International Forum